# خرج عمقی

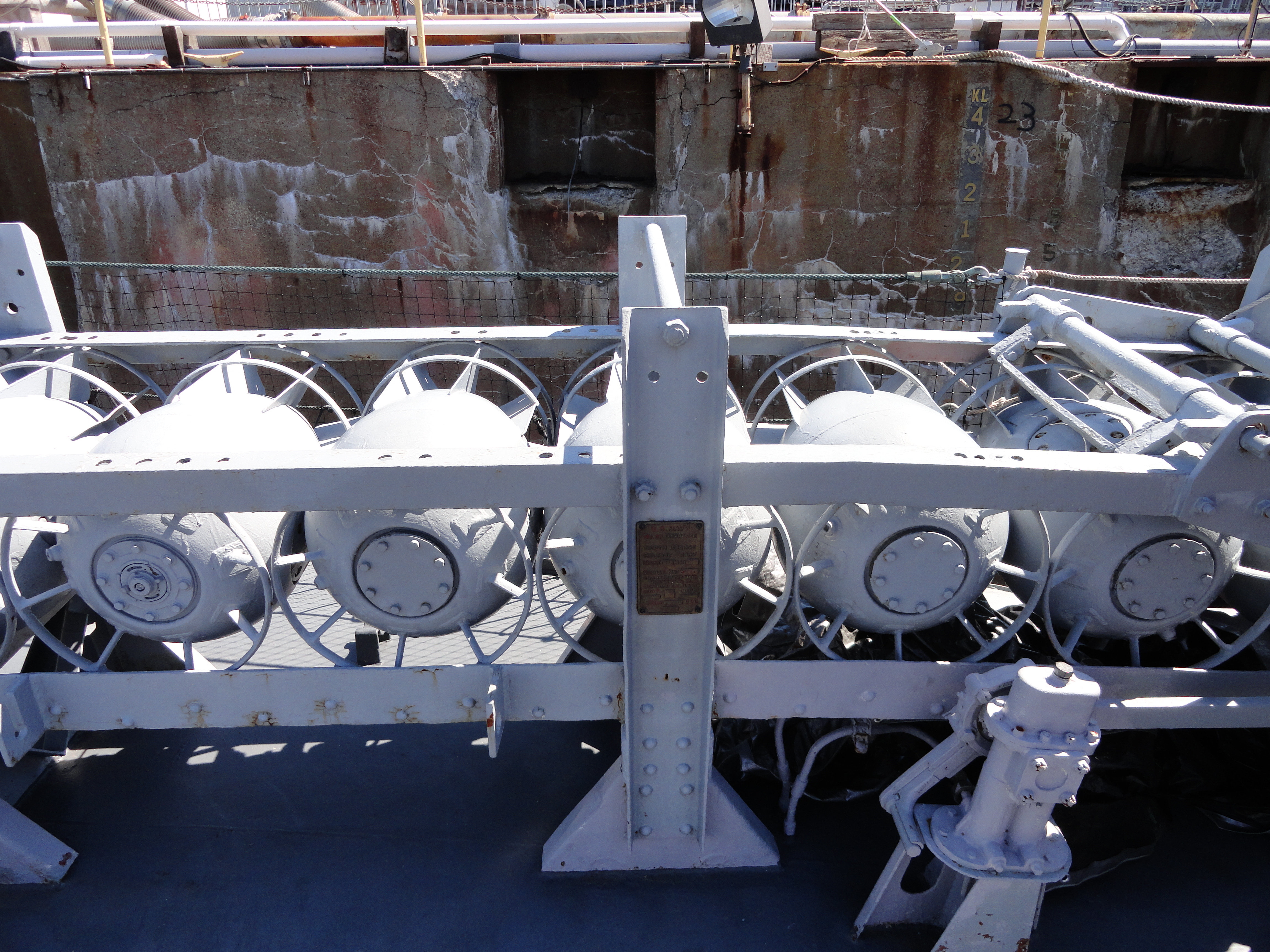
خرج‌های عمقی روی عرشه ناوشکن آمریکایی جنگ جهانی دوم

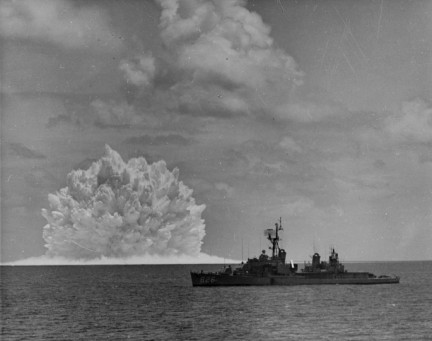
آزمایش خرج عمقی هسته‌ای توسط یک ناوشکن آمریکایی در سال ۱۹۶۲

خرج عمقی (بمب آبی) یک جنگ افزار ضدزیردریایی است که با هدف قرار دادن یک زیردریایی برای نابود کردن آن پس از انداختن در آب و انفجار آن در نزدیکی زیردریایی به هدف یک شوک هیدرولیکی پرتوان و ویرانگر می‌دهد. در بیشتر خرج‌های عمقی مواد منفجرهٔ معمولی و چاشنی‌هائی که در عمق از پیش تعیین شده‌ در زیر آب فعال می‌شوند به کار می‌روند اما برخی از آنها با کلاهک هسته‌ای نیز ساخته شده‌اند، برای پرتاب خرج عمقی کشتی‌های جنگی، هلیکوپترها و هواگرد گشت دریایی به کار می‌روند.  
بمب‌های آبی در جنگ جهانی یکم و جنگ جهانی دوم به کار برده شدند که یکی از کارآمدترین جنگ افزارها برای حمله به یک زیردریایی در زیر آب بودند. آنها در زمان جنگ سرد بخشی از زرادخانه‌های ضدزیردریایی بسیاری از نیروهای دریایی ارتش‌های گوناگون بودند. اکنون بیشتر خرج‌های عمقی با اژدرهای ضدزیردریایی جایگزین شده‌اند. 
خرج‌های عمقی مجهز به کلاهک هسته‌ای به گونه‌ای طراحی شده‌اند که از هواپیماهای گشتی رها می‌شوند یا با موشک‌های ضد زیردریایی از یک کشتی یا یک زیردریایی در فاصله‌ای امن پرتاب می‌شوند. در پایان دهه ۱۹۹۰ همه جنگ افزارهای ضد زیردریایی هسته‌ای ایالات متحده، انگلستان، فرانسه، روسیه و چین از خدمت خارج شده و با جنگ افزارهای معمولی ضد زیردریایی جایگزین شدند که با پیشرفت تکنولوژی دقت و کارائی آنها بسیار بهبود یافته بودند. 
در جنگ جهانی دوم بیشتر بمب‌های آبی که بر علیه زیردریایی‌های آلمانی به کار برده می‌شدند ششصد پوندی (دویست و هفتاد کیلوگرمی) بودند که هرچند انفجار آنها در زیر آب برای کارکنان زیردریایی‌ها اعصاب خردکن بود اما معمولا بدنه زیردریایی‌های آلمانی کلاس U با این بمب‌های آبی آسیب چندانی نمی‌دید مگر آن که بمب آبی در پانزده فوتی (چهار تا پنج متری) زیردریایی منفجر می‌شد که رسیدن بمب‌های آبی به این فاصله نیز بسیار کم و کاملا اتفاقی بود، از این گذشته زیردریایی هدف هنگام حمله با بمب‌های آبی در زیر آب حرکت کرده و مانور می‌داد و با این مانورها انفجار بمب‌های آبی نمی‌توانست آسیب رسان باشد، چنان که در ماه آوریل سال ۱۹۴۵ زیردریایی آلمانی U-427 از انفجار نزدیک به هفتصد بمب آبی جان سالم به در برد! 
بمب‌های آبی در اوایل قرن بیستم وارد میدان‌های نبرد دریایی شدند اما اکنون جنگ افزاری کمابیش منسوخ شده به شمار می‌روند که بیشترشان با اژدرهای آشیانه یاب ضد زیردریایی جایگزین شده‌اند.